# Campionati africani di atletica leggera 2018 - Staffetta 4×100 metri maschile
La staffetta 4×100 metri maschile ai campionati africani di atletica leggera di Asaba 2018 si è svolta il 3 agosto allo Stadio Stephen Keshi.

## Risultati

### Batterie
Qualificazione: le prime 3 squadre nazionali di ogni batteria (Q) e le due più veloci delle escluse (q) si qualificano in finale.
| Class | Gruppo | Nazione        | Atleti                                                                        | Tempo | Note |
| ----- | ------ | -------------- | ----------------------------------------------------------------------------- | ----- | ---- |
| 1     | 2      | Sudafrica      | ?, Simon Magakwe, Ncincihli Titi, Emile Erasmus                               | 39.07 | Q    |
| 2     | 2      | Nigeria        | Enoch Olaoluwa Adegoke, ?, ?                                                  | 39.18 | Q    |
| 3     | 2      | Costa d'Avorio | Ben Youssef Meïté, Hua Wilfried Koffi, Néhémiah N'Goran Gnamien, Arthur Cissé | 39.55 | Q    |
| 4     | 1      | Gambia         | Alieu Joof, Assan Faye, Ebrahima Camara, Adama Jammeh                         | 40.04 | Q    |
| 5     | 1      | Kenya          | ?, ?, Mark Odhiambo                                                           | 40.24 | Q    |
| 6     | 2      | Zimbabwe       | Dickson Kapandura, Rodwel Ndlovu, Leon Tafirenyika, Tetenda Tsumba            | 40.37 | q    |
| 7     | 1      | Camerun        | ?, ?, Emmanuel Eseme                                                          | 40.44 | Q    |
| 8     | 1      | Burkina Faso   | Sidiki Ouedraogo, Idrissa Compaore, Hugues Fabrice Zango, Innocent Bologo     | 40.74 | q    |
| 9     | 1      | Seychelles     | ?, ?                                                                          | 41.74 |      |
| 10    | 2      | Etiopia        | Nathan Abebe, ?, ?                                                            | 43.29 |      |
| N.D.  | 1      | Senegal        | ?, ?                                                                          | dnf   |      |
| N.D.  | 2      | Ghana          |                                                                               | dns   |      |

### Finale
| Class   | Corsia | Nazione        | Atlete                                                                        | Tempo | Note                  |
| ------- | ------ | -------------- | ----------------------------------------------------------------------------- | ----- | --------------------- |
| Oro     | 4      | Sudafrica      | Henricho Bruintjies, Simon Magakwe, Emile Erasmus, Akani Simbine              | 38.25 | Record dei campionati |
| Argento | 5      | Nigeria        | Ogho-Oghene Egwero, Ejowvokoghene Oduduru, Emmanuel Arowolo, Seye Ogunlewe    | 38.74 |                       |
| Bronzo  | 7      | Costa d'Avorio | Néhémiah N'Goran Gnamien, Hua Wilfried Koffi, Arthur Cissé, Ben Youssef Meïté | 38.92 |                       |
| 4       | 1      | Zimbabwe       | Leon Tafirenyika, ?, Dickson Kapandura, Ngoni Makusha                         | 39.37 |                       |
| 5       | 3      | Kenya          | Peter Mwai, ?, Mike Mokamba Nyang'au, Mark Odhiambo                           | 39.77 |                       |
| 6       | 6      | Gambia         | ?, ?, Assan Faye, Adama Jammeh                                                | 39.88 |                       |
| 7       | 8      | Camerun        | Tarcicuis Jean, Maxime Petnga, Emmanuel Eseme, Nsangou Tetndap                | 39.93 |                       |
| 8       | 2      | Burkina Faso   | Sidiki Ouedraogo, ?, ?, Innocent Bologo                                       | 40.96 |                       |